# Ilan Șor
Ilan Șor (aussi orthographié Shor), né le 6 mars 1987 à Tel Aviv-Jaffa, est un homme d'affaires, oligarque et homme politique israélo-moldave, chef du Parti Șor. Il est maire d'Orhei de 2015 à 2019.
Il est propriétaire de plusieurs entreprises moldaves, dont une société nommée Dufremol (Duty-Free) et le club de football Football Club Milsami Orhei. Il est actuellement en fuite, résident en Russie, après avoir été en résidence surveillée pour fraude présumée après avoir été condamné dans le rapport Kroll.

## Biographie

### Carrière politique

#### Scandale de la fraude bancaire d'un milliard de dollars
Le rapport Kroll affirme que, bien que les bénéficiaires finaux soient inconnus, certaines entreprises avec lesquelles Ilan Șor a des liens auraient bénéficié, directement ou indirectement, de prêts émis par les trois banques impliquées dans le scandale de la fraude bancaire moldave de 2014. Le 26 novembre 2014, les banques ont fait faillite et ont ensuite été placées sous administration spéciale de la Banque nationale de Moldavie. Le 27 novembre, le gouvernement moldave, dirigé par le Premier ministre Iurie Leancă, a secrètement décidé de renflouer les trois banques avec un prêt d'urgence de 870 millions de dollars, couvert par des réserves d'État. Cela a créé un déficit des finances publiques moldaves équivalant à un huitième du PIB du pays.
En mars 2015, Ilan Șor était soupçonné par le Centre national de lutte contre la corruption (NAC) pour son travail au sein de la caisse d'épargne. Le 17 mars 2015, il a été interrogé pendant 8 heures et les agents de lutte contre la corruption ont saisi ses biens personnels. Le 6 mai 2015, Șor a été placé en résidence surveillée. À partir de 2015, il est autorisé à se déplacer librement, après une période de résidence surveillée pour avoir pleinement coopéré à l'enquête. Malgré cela, il a été autorisé à s'inscrire à la course électorale pour le maire de la ville d'Orhei, élection qu'il a remportée avec 62% des voix, le 14 juin,. Il quitte la Moldavie pour la Russie en avril 2019.

### Figure de l'opposition pro-russe
Șor devient une figure de l'opposition pro-Moscou au gouvernement pro-européen de Maia Sandu. Il est décrit comme « une figure de proue dans les efforts du Kremlin pour subvertir » l'ancienne république soviétique de Moldavie, selon les rapports des services de renseignement. Șor est connu sous le surnom de « le jeune » par le FSB, qui, selon des communications interceptées, a envoyé des stratèges politiques russes pour aider son parti politique.
Le 26 octobre 2022, il est visé par les sanctions du département du Trésor des États-Unis pour son association avec le gouvernement russe.
Le 31 mai 2023, l'Union européenne impose également des sanctions à son encontre en raison de son association avec le gouvernement russe et de son rôle dans les troubles pro-russes en Moldavie.
En octobre 2024, la police moldave met au jour une opération du Kremlin, financée pour 100 millions d'euros, afin d'acheter des votes pro-russes et anti-UE. 13 millions d'euros ont alors déjà été transférés pour acheter 130 000 votes moldaves en opposition au rapprochement avec l'UE lors du referendum proposant d'inscrire la volonté de rapprochement avec l'Union européenne dans la Constitution. Cette opération d'ingérence est pilotée par Ilan Șor.
lan Șor, en fuite depuis sa condamnation pour détournement de fonds publics, vit à Moscou, aux crochets de l’oligarque Roman Abramovitch, réputé proche de Vladimir Poutine.

### Vie privée
Ilan Șor est né à Tel Aviv-Jaffa en Israël, le 6 mars 1987, fils de Miron et de Maria Șor, juifs moldaves de Chișinău qui s'étaient installés en Israël à la fin des années 1970. La famille retourne à Chișinău vers 1990.